# Elicona
L'Elicona (in greco antico: Ἑλικών?, Helikṑn, "il (monte) tortuoso", a sua volta da ἕλιξ, hélix, "spirale, zigzag"; in greco Ελικώνας?) è un monte situato nella regione di Tespie anticamente in Aonia e oggi in Beozia (Grecia); con i suoi 1.748 metri è la vetta più alta della regione.

## Mitologia
L'Elicona è reso celebre dalla mitologia greca per la presenza della sorgente Ippocrene, sacra alle Muse e toponimo formato sulla radice hippo- "cavallo", giacché la tradizione voleva che fosse stato uno zoccolo del cavallo Pegaso a farle zampillare e i fiumi Olmeo e Permesso che da esse discendevano, erano reputati in grado di fornire l'ispirazione a coloro che vi si fossero dissetati.
Sulle sue pendici si trovava il villaggio di Ascra, dove nacque il poeta Esiodo (VII secolo a.C.), il quale racconta di avere incontrato le Muse mentre, giovinetto, era intento a pascolare le greggi sui fianchi della montagna, dove Eros e le Muse avevano già allora santuari e un terreno per le danze vicino alla cima. Furono esse - egli sostiene - a ispirargli la Teogonia, che si apre perciò con questa invocazione:
(Esiodo, Teogonia, 1-8, trad. Ettore Romagnoli)
Le Muse lo avrebbero dunque ispirato, e grazie a loro egli iniziò a cantare le origini degli dei. Fu così che l'Elicona divenne un simbolo dell'ispirazione poetica.
Oltre alle fonti sopra ricordate (e citate dallo stesso Esiodo), la tradizione vuole che si trovasse sull'Elicona anche la fonte in cui Narciso si specchiò rimanendo colpito dalla propria bellezza.
Nell'inno omerico a Posidone, il dio viene apostrofato, in una breve invocazione, come "signore dell'Elicona".

## Patrimonio dell'Umanità
Il monastero di Ossios Loukas (XI secolo), che si trova sul fianco occidentale dell'Elicona, è stato dichiarato dall'UNESCO "Sito patrimonio dell'Umanità".

## Riferimenti letterari
Numerosissimi sono i riferimenti letterari all'Elicona. Ai vv. 37-42 del ventinovesimo canto del Purgatorio Dante Alighieri, in procinto di descrivere la mistica processione celeste che precede l'apparizione di Beatrice così chiede aiuto alle Muse:
O sacrosante Vergini, se fami,
freddi o vigilie mai per voi soffersi,
cagion mi sprona ch’io mercé vi chiami.
Or convien che Elicona per me versi,
e Uranìe m’aiuti col suo coro
forti cose a pensar mettere in versi.
Un altro riferimento si trova nel famosissimo settimo sonetto del Canzoniere di Francesco Petrarca:
ed è sì spento ogni benigno lume
del ciel, per cui s'informa umana vita,
che per cosa mirabile s'addita
chi vuol far d'Elicona nascer fiume.
Un celebre passo è contenuto nella seconda ottava del primo canto della Gerusalemme liberata di Torquato Tasso:
O Musa, tu che di caduchi allori
non circondi la fronte in Elicona...
nel prologo dell'Orfeo di Claudio Monteverdi:
Quince a dirvi d’Orfeo desio mi sprona,
d´Orfeo che trasse al suo cantar le fere
e servo fe’ l’Inferno a’ sue preghiere,
gloria inmortal di Pindo e d’Elicona
Anche Vassilij Ivanovič Majkov richiama la tradizione greca facendo riferimento all'Elicona nel secondo verso dell'Ode a Sua Altezza per la celebrazione della pace fra l'impero russo e la sublime porta del 1775, dove scrive:
(Vassilij Ivanovič Majkov, Ода ее величеству на торжество заключенного мира между Российскою империею и Оттоманскою Портою)
Più irriverente l'accenno di Carlo Porta nel suo Sonettin col covon sul Romanticismo, in cui, atteggiandosi a "classicista" nella polemica con i Romantici, comprova questa sua affermazione con la sua frequentazione dell'Elicona.
(Carlo Porta, Sonettin col covon)

## Altro
L'Elicona ispirò le danze che il compositore ungherese Leó Festetics teneva nel suo castello nei pressi di Keszthely. Festetics chiamò anche Biblioteca dell'Elicona la biblioteca che fondò per promuovere la letteratura e la cultura nella sua città natale.
Sempre dall'Elicona prende il nome la Helicon Arts Cooperative, un ente no-profit che opera nell'ambito dell'arte e della produzione di film a Hollywood.